# Malinao (volcan)
Pour les articles homonymes, voir Malinao.
Le Malinao est un volcan des Philippines situé sur l'île de Luçon et culminant à 1 548 mètres d'altitude.